# Pinheyschna yemenensis
Pinheyschna yemenensis – gatunek ważki z rodzaju Pinheyschna i rodziny żagnicowatych (Aeshnidae). Endemit zachodniego Jemenu, gdzie rozwija się w wysokogórskich strumieniach. Znany tylko z 6 stanowisk. Gatunek narażony na wyginięcie.